# Allocricetulus curtatus
O hamster da Mongólia (Allocricetulus curtatus) é uma espécie de roedor da família Cricetidae, encontrada na China, Rússia e Mongólia. É uma das duas espécies pertencentes ao gênero Allocricetulus.

## Distribuição e Habitat
Esta espécie habita regiões áridas e semiáridas da Ásia Central, incluindo países como a Mongólia, China e Cazaquistão. Adaptados a ambientes com escassez de água e alimentos, esses roedores demonstram notável resistência. 

## Características Físicas
O hamster da Mongólia possui pelagem densa e macia, variando do marrom claro ao cinza. Seus olhos grandes e redondos acentuam sua aparência característica. Em média, medem cerca de 10 centímetros de comprimento e pesam aproximadamente 30 gramas. 

## Comportamento e Alimentação
São animais solitários e territoriais, passando grande parte do tempo escavando tocas. Sua dieta inclui sementes, frutas e insetos. São conhecidos por armazenar alimentos em suas tocas para sobreviver durante períodos de escassez. 

## Estado de Conservação
Atualmente, o Allocricetulus curtatus é classificado como "Pouco Preocupante" pela União Internacional para a Conservação da Natureza (IUCN), indicando que não está ameaçado de extinção. 

## Ligações Externas
- Mongolian hamster - Wikipedia